# 台灣農業勞動力老化
台灣農業勞動力老化，是臺灣人口老龄化后突出的现象。在台灣，農業勞動力指15歲以上從事農林漁牧業工作並獲取報酬者，或每週從事15小時以上農業工作之無酬家屬。

## 現況
根據統計，中華民國在短短28年間，糧食自給率自56%下降至32.7% ，在糧食安全受到威脅時，亦連帶突顯農業人力結構之問題。中華民國農村勞動力已連年下降，使得務農人口成為臺灣就業市場的少數族群，此般現象雖亦可解釋為中華民國正朝向第一世界國家的就業結構邁進（如日、德、美等國農業勞動力均不超過總人口數5%，中華民國目前為5.9%） ，但伴隨著勞動力下降的，卻是農村勞動力大幅老化之危機，使臺灣農業在未來長期發展傳承及永續經營上面臨嚴正考驗。根據統計，顯示臺灣農業就業人口逐年大幅下降，在10年內減少約28萬人；而65歲以上老年人口快速增加，男性已增加5.8%、女性增加2.7%，充分顯示中華民國農業就業結構問題。

## 原因

### 以農養工、休耕補助之弊病
農業部門與其他部門發展不均，是台灣產業結構的嚴重問題。無論是日治時期「農業臺灣、工業日本」或是二戰後1953年始第一期四年經建計畫「以農業培養工業」的政策，都可發現中華民國農業在產業發展史上是處於「被汲取」的角色。而政策刻意扶植工業，將農業剩餘汲取至其他產業，也是造成農業收入偏低的原因，更使得年輕勞動力向其他部門遷移，而沒辦法轉業的年邁農民繼續留下務農，就造成了中華民國農村勞動力老化的淵源。
休耕補助制度，與農村勞動力老化實互為因果。農村勞動力老化，使得年邁無力耕種的老農只得休耕；而休耕之後土地荒廢雜草叢生，利用價值降低、整理難度提升，也降低青年人力接收農地復耕的意願。其實關於休耕補助的良窳反應兩極，根據研究，有農民指出與其將錢花在休耕補助，不如用在鼓勵轉作，且休耕補助制度亦加大農民間的貧富差距；坐擁土地的地主即使不耕作，改為休耕亦可領取補貼 ，而依靠土地產出的農民卻仍得辛苦務農才能養家，在這樣的政策結構下，更加減低青年將農業作為白手起家或永續經營的動力。

### WTO的衝擊
農業勞動力老化主要是受到農業所得偏低之影響，而貿易自由化，則大幅助長了這個情況。當外國農產品挾規模經濟優勢叩關時，對台灣造成兩方面的衝擊；其一為與中華民國重疊之作物，因外國作物價格低廉而使中華民國失去競爭力；其二為進口多元化農產品改變了國人的飲食習慣，麵食逐漸取代傳統米食即為一顯例，爰此，農產品陷入供過於求的困境，連帶影響農產價格及農業勞動力調節問題，青年流失及農村老化遂成必然趨勢 。
加入WTO的實際影響，透過統計數據可得了解；根據統計，在入會4年內之表現，農業勞動力平均每年減少2.9萬人，為農業、工業、服務業中唯一就業人數萎縮者。其次，農業也是上述三大產業中唯一「減薪」之部門，農業薪資水準下降，除了表示農業人力受到低度運用外，亦無法提升就業者進入農業市場的誘因 ；因此，當貿易自由化、外國農產品輸入時，首當其衝的即是農業面對內需市場被瓜分、所得降低、勞力外移及老化的影響。

### 農業社會階級下降
一個職業的社會地位及階級如何，直接地影響青年就業的意願。根據研究指出，現在農村對於農業的觀感是「落伍」的，且「去外面上班」比較好，顯示社會對於職業階級的觀念已經改變。農業階級的下降，亦導致農村勞動力老化及外流，現在農民所寄予厚望的，是盡力栽培下一代讀書，期待子女念書、出去工作已成為老農指導子弟的方針，可見勞力老化其實不僅是年輕一輩的選擇，上一輩的觀念及家庭教育往往才是背後更深層的原因。

## 相關
- 日本邊緣部落（日语：限界集落），務農人力老化問題
  - 小說及戲劇《邊緣部落株式會社（日语：限界集落株式会社）》
- 有機農業
- 農村再生
- 地方創生 (臺灣)
- 老年
- 人口金字塔
- 人口老化